# 国際ハイウェイ財団
一般財団法人国際ハイウェイ財団（こくさいハイウェイざいだん）は、日韓トンネルの建設推進を目的とする世界平和統一家庭連合（旧統一教会）の関係団体。1982年4月に設立された国際ハイウェイ建設事業団を前身とし、梶栗玄太郎の主導の下、2009年1月に一般財団法人として設立された。

## 概要・沿革
1981年11月、統一教会の創始者の文鮮明はソウルで開かれた第10回「科学の統一に関する国際会議」で、全世界を高速道路で結ぶ構想「国際ハイウェイプロジェクト」を提唱した。会議に出席した西堀栄三郎が、文の構想を日本に持ち帰った。
1982年4月、国際ハイウェイ建設事業団が設立。会長には久保木修己、理事長には梶栗玄太郎が就任した。事務所は、東京都渋谷区道玄坂2-10-12新大宗ビル3号館に置かれた。
1983年5月24日、日韓トンネル研究会が東京で設立された。松下正寿を代表呼びかけ人とする同研究会の初代会長には佐々保雄が就いた。事務所は国際ハイウェイ建設事業団と同じ渋谷区の新大宗ビル3号館に置かれた。
1986年10月1日、国際ハイウェイ建設事業団は佐賀県東松浦郡鎮西町名護屋（現・唐津市）で「日韓トンネル名護屋調査斜坑」の起工式を行った。「世界日報」は翌日の朝刊一面に「日韓トンネル実現へ始動」「国際ハイウエーの夢のせ」との見出しを掲げた。
統一教会は日韓トンネル構想のため、約100億円を国際ハイウェイ建設事業団に寄付。国際ハイウェイ建設事業団はこれを原資として、唐津市で約16万5千平方メートル、対馬市で約28万平方メートル、壱岐市で約1万7千平方メートルの計約46万2千平方メートルの土地を購入した。
2009年1月8日、国際ハイウェイ建設事業団の事業を継承し、新たに、一般財団法人国際ハイウェイ財団が設立された。会長には徳野英治、理事長には梶栗玄太郎が就任した。前述の土地も国際ハイウェイ財団に引き継がれた。
2012年12月26日、理事長の梶栗玄太郎が死去。後継に大江益夫が就任。そののち佐藤博文が就任。
2021年、梶栗正義が会長に就任した。梶栗は統一教会の関連団体である「国際勝共連合」と「世界平和連合」と「平和大使協議会」の会長、「UPFジャパン」（天宙平和連合の日本支部）の議長も兼任している。

## 所在地
所在地は東京都新宿区新宿5-13-2成約ビル4F。成約ビルの概要および主な入居団体は下記のとおり（2022年8月の時点）。
- 建物名称：成約ビル
- 所在地：東京都新宿区新宿5-13-2
- 建物規模：地上5階

| 5F | UPF-Japan、平和大使協議会 |
| 4F | 真の家庭運動推進協議会、一般財団法人国際ハイウェイ財団、日本純潔同盟、 世界平和宗教連合、孝情教育文化財団、宗教新聞社、統一思想研究院 |
| 3F | 世界平和統一家庭連合東京同胞教会 |
| 2F | 世界平和教授アカデミー、世界平和青年学生連合、平和統一聯合、 アジアと日本の平和と安全を守る全国フォーラム、日韓トンネル推進全国会議   |
| 1F | （セミナールーム） |